# Cinnamon Girl
Cinnamon Girl (dt. „Zimtmädchen“) ist ein Rocksong von Neil Young, den er erstmals 1969 auf dem Album Everybody Knows This Is Nowhere veröffentlichte. Er zählt zu seinen bekanntesten Stücken und wurde oft gecovert. Das als Single ausgekoppelte Lied erreichte 1970 Platz 55 der amerikanischen Billboard Hot 100.

## Geschichte
Young hat Cinnamon Girl zusammen mit Down by the River und Cowgirl in the Sand geschrieben, als er in seinem Haus in Topanga mit einer Grippe und 103 °F Fieber (entspricht 39,5 Grad Celsius) im Bett lag.
Das Lied handelt von einem Musiker, der zwischen den Auftritten auf sein Mädchen wartet.

## Coverversionen
Eine erste Coverversion stammt von The Gentrys, sie erreichte Platz 52 der Billboard 200. 1971 folgte eine Aufnahme von John Entwistle für sein erstes Soloalbum Smash Your Head Against the Wall. 1985 erschien eine Coverversion auf dem Album Snakeboy der US-amerikanischen Noise-Rock-Band Killdozer. 1996 spielten Type O Negative den Song auf October Rust. Auch auf der Live-DVD Symphony for the Devil, die 1999 beim Bizarre-Festival aufgenommen wurde, ist das Stück enthalten. Die Smashing Pumpkins und Radiohead spielten den Titel ebenfalls nach.